# Andrea Rodebaugh
Andrea Rodebaugh Huitrón (Ciudad de México, 8 de octubre de 1966) es una exfutbolista mexicana. Es considerada como una de las mejores mediocampistas mexicanas de la historia. Fue directora técnica del Club Xolas de Tijuana, de la Liga Mx Femenil, puesto que cumplió hasta el 2018. Actualmente desempeña un puesto en FIFA como Oficial de Desarrollo a cargo del apoyo, implementación y seguimiento de los proyectos de desarrollo de fútbol femenil en toda las Américas (Concacaf y Conmebol). Fue inducida al Salón de la Fama de Los Gatos High School (EE. UU.) en el año 2007. También estuvo nominada al Salón de la fama 2017 (Pachuca-México).

## Participaciones en Copas del Mundo
| Mundial                                 | Sede           | Resultado    | Partidos | Goles |
| --------------------------------------- | -------------- | ------------ | -------- | ----- |
| Copa Mundial Femenina de Fútbol de 1999 | Estados Unidos | Primera fase | 3        | 0     |

## Distinciones
- Ganadora del premio All-league (EE. UU.) en cuatro ocasiones.
- Líder anotadora de la WVAL's, en su primer año como novata, con 22 goles y nuevamente lográndolo, en su segundo año, anotando 25 goles.
- MVP (Jugadora más valiosa) de la MVAL's en su primer año.
- Nombrada la mejor futbolista júnior del año, por la ALL-CCS (Central coast Section, Official Home of the California Interschool Federation).
- Ganadora del NSCAA All American en ambos años, como sénior y júnior.[2]
- Anotadora de 77 goles y con 33 asistencias, en sus 4 años en Los Gatos High School (LGHS Soccer), en California, EE. UU.[3]
- Jugadora de la Universidad de Berkeley (UC Berkeley), por cuatro temporadas.